# Berta Socuéllamos Zarco
Pour les articles homonymes, voir Socuéllamos et Zarco.
Berta Socuéllamos Zarco, née en 1963 à Alicante (Espagne), est une actrice espagnole.

## Biographie
Elle a joué dans un seul un film, la coproduction hispano-française Vivre vite ! (Deprisa, deprisa, 1981) de Carlos Saura, film remportant cette même année l'Ours d'or du meilleur film au Festival international de cinéma de Berlin. Alors qu'elle habite du quartier Villaverde de Madrid, elle est recrutée pour ce film par Carlos Saura dans un casting pour acteurs non professionnels et obtient le rôle principal d'Ángela. Elle se retire ensuite du cinéma.
En juillet 1982, elle épouse José María Hervás Roldán, qui incarne Sebas, son partenaire dans le film.

## Sources
- « Entrevista a Berta Socuéllamos en fotogramas », Fotogramas, España, 1981

## Récompenses et distinctions
- (en) Berta Socuéllamos Zarco: Awards, sur l'Internet Movie Database